# Il était une fois une bonne femme
Pour plus de détails, voir Fiche technique et Distribution.
Il était une fois une bonne femme (Жила-была одна баба) est un film dramatique historique russe réalisé par Andreï Smirnov et sorti en 2011.
Le film témoigne de la vie dans la campagne russe de 1909 à 1921 du point de vue d'une paysanne. Quoique le réalisateur travaille sur le film depuis 1987, la production du film n'a débuté qu'en 2008 pour une sortie en 2011.

## Synopsis
Le film est partagé en deux parties. Il commence et se termine par des images d'un village inondé et d'une église sous les eaux. Varvara (Daria Ekamasova), une paysanne du gouvernement de Tambov dans l'Empire russe, est mariée à un paysan qui la maltraite sexuellement et physiquement. Le couple vit avec la famille du mari dans leur khoutor. Un jour, son beau-père tente de l'embrasser de force, mais elle le repousse. Il se cogne la tête contre une pierre et meurt. Varvara et son mari déménagent alors dans un autre khoutor, assez délabré, et entreprennent de le rendre habitable. Varvara donne bientôt naissance à une fille. Cependant, le début de la Première Guerre mondiale entraîne des troubles - et Varvara et son enfant sont séparés de son mari. Varvara est contrainte de quitter son khoutor, mais finit par y retourner. Cependant, la guerre civile qui suit la révolution russe entraîne de nombreuses difficultés. Pendant cette période, Varvara est violée plus d'une fois, mais elle trouve aussi du réconfort dans les bras d'un homme plus gentil. Cependant, cet homme et de nombreux autres villageois sont exécutés par l'Armée rouge lors de la révolte de Tambov. Dans la scène finale du film, le village entier avec ses habitants est inondé par les eaux, apparemment après la destruction d'un barrage voisin, comme une allégorie de la ville légendaire de Kitej.

## Fiche technique
- Titre français : Il était une fois une bonne femme[3],[4]
- Titre original russe : Жила-была одна баба[5], Jila-byla odna baba
- Réalisation : Andreï Smirnov
- Scenario : Andreï Smirnov
- Photographie :	Youri Chaigardanov (ru)
- Montage : Alla Strelnikova
- Musique : Andreï Khoudiakov
- Décors : Vladimir Goudiline
- Production : Andreï Smirnov, Elena Proudnikova (ru)
- Société de production : Rekun Cinema
- Pays de production :  Russie
- Langue originale : russe
- Format : Couleurs - 2,35:1
- Durée : 156 minutes
- Genre : Drame historique
- Dates de sortie :
  - Russie : 27 octobre 2011

## Distribution
- Daria Ekamassova (ru) : Varvara
- Nina Rouslanova : Kriatchikha
- Vladislav Abachine : Ivan
- Roman Madianov : Le petit mouton
- Maksim Averine (ru) : Jerzy Mniszek (pl)
- Vselovod Chilovski (ru) : père Eremeï
- Evdokia Guermanova : Fekloucha
- Alexeï Serebriakov : Lebed
- Alekseï Chevtchenko (ru) : Malafey
- Ivan Bortnik
- Vladimir Fiodorov : le bouffon
- Ludmila Poliakova (ru) : Paramonovna